# Lhok Timon
Lhok Timon is een bestuurslaag in het regentschap Aceh Jaya van de provincie Atjeh, Indonesië. Lhok Timon telt 1563 inwoners (volkstelling 2010).